# Palau de Comunicacions i Transports
El Palau de Comunicacions i Transports és un pavelló de l'Exposició Internacional de 1929 de Barcelona, catalogat com a bé amb elements d'interès (categoria C). Actualment és el Pavelló 1 de la Fira de Barcelona.

## Història i descripció
Projectat pels arquitectes Fèlix de Azúa i Adolf Florensa, era un dels pavellons més grans de l'Exposició, amb 16.000 m². Té cinc façanes, tres de les quals presenten una columnata d'ordre toscà, amb semitemplets d'arc de mig punt i volta rebaixada als extrems. La de l'avinguda de la Reina Maria Cristina,  força modificada per reformes posteriors, presenta un cos d'accés en forma d'arc de triomf, que dona pas a un semitemplet amb una columnata d'ordre jònic.del amb voladís en el qual es recolza un grup escultòric del que sobresortia una Victòria. La façana de la plaça d'Espanya segueix la forma d'hemicicle d'aquesta.